# Bocoyna
Bocoyna é um município do estado de Chihuahua, no México.
Bocoyna é uma cidade e sede do município de Bocoyna, no estado de Chihuahua, no norte do México. 
Em 2010, a cidade de Bocoyna tinha uma população de 796 habitantes,[1] contra 735 em 2005.[2]
Bocoyna está localizada na rota da Ferrocarril Chihuahua al Pacífico Railroad.